# Dinamo Samarqand
Maillots
Le Dinamo Samarcande professional futbol klubi (en ouzbek et en tadjik : Динамо Самарқанд Профессионал футбол клуби), plus couramment abrégé en Dinamo Samarcande, est un club ouzbek de football fondé en 1960 et basé dans la ville de Samarcande.
Il dispute ses matchs à domicile au Dinamo Samarcande Stadion.

## Histoire
Fondé en 1960 sous le nom de Dinamo Samarcande, il est l'un des 17 clubs ayant pris part au premier championnat de l'Ouzbékistan (sous le nom de Maroqand Samarcande), organisé quelques mois après la déclaration de l'indépendance du pays. L'équipe n'arrive pas à trouver sa stabilité en Oliy Liga avec trois relégations en onze ans. Cependant, les descentes sont à chaque fois suivies d'une remontée immédiate parmi l'élite.
Sa meilleure performance en championnat est une quatrième place, obtenue à l'issue de la saison 2000.
En dépit d'un palmarès vierge, le club a eu l'occasion de disputer la Coupe des Coupes lors de l'édition 2001-2002, où il est éliminé dès le premier tour, face au club turkmène de Nebitçi Balkanabat. En effet, en 1999, la Coupe d'Ouzbékistan n'est pas disputé et la place en Coupe des Coupes est attribuée selon des critères indéterminés.
Le club a terminé 10e du championnat de la saison 2013-2014.

### Noms successifs
- 1960-1962 : Dinamo Samarcande
- 1963-1966 : Spartak Samarcande
- 1967 : Sogdiana Samarcande
- 1968-1969 : FK Samarcande
- 1970-1975 : Spartak Samarcande
- 1976-1990 : Dinamo Samarcande
- 1991-1992 : Maroqand Samarcande
- 1993-1996 : Dinamo Samarcande
- 1997 : Afrosiab Samarcande
- 1998-1999 : FK Samarcande
- 2000-2007 : FK Samarcande-Dinamo
- Depuis 2008 : PFK Dinamo Samarcande

## Bilan sportif

### Palmarès
| Compétitions nationales                     |
| ------------------------------------------- |
| - Coupe d'Ouzbékistan : - Finaliste : 2000. |

### Meilleur place en championnat
- 4e place en Uzbek League en 2000

## Personnalités du club

### Présidents du club
- Akbar Choukourov

### Entraîneurs du club
- Berador Abduraimov (1980 – 1981)
- Nikolaï Kiselyov (1985 – 1986)
- Aleksandr Ivankov (1987 – 1988)
- Vladimir Fedine (1989)
- Chavkat Akhmerov (? – juillet 1990)
- Youri Mamedov (juillet 1990 – 1991)
- Roustam Istamov (1991)
- Nikolaï Solovyov (1992)
- Roustam Istamov (1993)
- Khakim Fuzailov (2000 – 2002)
- Berador Abduraimov (juin 2003 – septembre 03)
- Tachmourad Agamouradov (2007 – 2008)
- Azamat Abduraimov (2008 – 2010)
- Viktor Djalilov (2010 – 2011)
- Akhmad Oubaïdullaïev (2011 – 2012)
- Kamo Gazarov (2013)
- Ravchan Khaïdarov (2013 – 2014)
- Tachmourad Agamouradov (2014 – 2 juillet 2015)
- Bakhrom Khakimov (7 juillet 2015 – mars 2016)
- Ilkhom Charipov (mars 2016 – février 2017)
- Oleg Tioulkine (2017 – ?)
- Davronjon Fayziev